# Гродненський автобус
Гродненський автобус — мережа автобусних маршрутів міста Гродно, обслуговується ВАТ «Гроднооблавтотранс». Основний вид наземного муніципального громадського транспорту міста.

## Історія
Уперше в Гродно тема міського автобусного сполучення виникла в 1929 році. Комісія вирішила, що в Гродно мають курсувати мінімум чотири автобуси, а вартість проїзду має становити не менше 25 грошів.
23 січня 1930 року відбулося засідання міської Ради, на порядку денному якої було надання права на відкриття міського автобусного сполучення. На той час Рада мала на вибір шість презентованих на розгляд варіантів. Вона ухвалила рішення передати право на відкриття автобусного сполучення Союзу міських візників, який із цією метою створив кооператив.
Міське автобусне сполучення на момент початку його діяльності мало бути організованим на двох лініях. Час роботи автобусів на маршрутах — з 6 годин 30 хвилин до 23 годин 30 хвилин.
На засіданні 1 квітня 1930 року магістрат уклав договір із Союзом міських візників, який став називатися «Autoruch», а 26 травня визначив, що «Autoruch» зобов'язаний пустити перші два автобуси за маршрутом 5 червня, а напередодні пред'явити комісії магістрату автобуси для реєстрації. Але в призначений день урочисте відкриття не відбулося, тому що з технічних причин концесіонер не зміг пред'явити автобуси до огляду. Із запізненням на кілька днів рух автобусів все ж відкрили, і про цю подію 13 червня повідомила газета «Przegląd kresowy»: «Уже чотири дні курсують два автобуси міського автобусного сполучення від вокзалу до станції Лососно».
База автобусного суспільства «Autoruch» була розташована за адресою вулиця Магістратська, 1. Нині це вул. Домініканська, а в дворі, де зараз розташовані гаражі адміністрації Ленінського району, стояли автобуси.
Автобусне сполучення в місті відразу ж набуло популярності. Два автобуси, що курсували від залізничного вокзалу до станції Лососно, постійно були переповнені, тому товариство «Autoruch» до отримання заявлених нових автобусів ухвалило рішення взяти в оренду ще один автобус і випустити його на маршрут.
Крім міських були приміські та міжміські маршрути. Автобусна станція в Гродно розташовувалася на площі Стефана Баторія. Власне, це була не станція, а звичайна зупинка, де розклад руху автобусів можна було знайти на найближчому стовпі.
До кінця 1930-х років у Гродно діяло вже кілька автобусних ліній, на яких пасажирів перевозили автобуси зарубіжного виробництва, такі як Ford, Fiat, Saurer, Chevrolet, а також автобуси польської збірки PZInż ZAWRAT.
1 грудня 1939 року на базі Гродненського автобусного товариства «Autoruch», яке було націоналізовано державою й перейменовано в Гродненську автобазу народного комісаріату автотранспорту БРСР, був організований Автобусний парк № 1. Парк був розташований по вулиці Клари Цеткін.
З червня 1940 року розпочалося будівництво гаража й майстерні по вулиці Транспортній, і в березні 1941 року автобаза розпочала свою роботу. Були відкриті пасажирські маршрути: Гродно-Демброво, Гродно-Суховоля, які обслуговували 5 автобусів марки Fiat. По місту працювали 3 автобуси марки ЗІЛ-16. Незабаром парк поповнився кількома автобусами ЗІЛ-8 та ГАЗ-3-0030. Першим директором був гр. Ірланіс, який загинув у роки Другої Світової війни.
Після звільнення Гродно в 1944 році на місці побудованої до війни бази було організовано невелике вантажне автогосподарство з наявністю близько 30 автомашин. Потім воно поповнилося автобусами ПАЗ-651, легковими та вантажними таксомоторами.
Із метою поліпшення обслуговування населення з квітня 1955 року автогосподарство було розділене на АТК-1 і АТК-2 — пасажирське й вантажне. На той час налічувалося 47 автобусів і 34 таксомотора, які обслуговували 6 міських і 25 обласних маршрутів загальною довжиною 400 км.
На 1960 рік налічувалося 96 автобусів і 80 легкових таксомоторів. У лютому 1960 року автогосподарство було розділене на автобусний і таксомоторний парки. Автобусний парк був перейменований в автоколону № 2408 і переведений на вулицю Перемоги 16, де й перебуває до сьогодні.
27 квітня 1987 року автоколона № 2408 була перейменована в Автобусний парк № 1.
4 квітня 2002 року Автобусний парк № 1 був реорганізований у Дочірнє унітарне підприємство «Автобусний парк № 1» Республіканського автотранспортного унітарного підприємства «Гроднооблавтотранс».
20 січня 2010 року ДУП «Автобусний парк № 1» перетворене в Республіканське унітарне підприємство «Автобусний парк м. Гродно». 28 грудня 2010 РУП «Автобусний парк м Гродно» реорганізоване у відкрите акціонерне товариство «Автобусний парк м. Гродно».

## Сучасність
Станом на 2017 рік кількість міських автобусних маршрутів у Гродно — 57, їхня загальна довжина 680,9 км.
Квитки на проїзд у міському автобусі можна придбати в спеціалізованих кіосках із продажу квитків, у офіційних розповсюджувачів (магазинах, ларьках) та безпосередньо у водіїв під час зупинки для посадки-висадки пасажирів. Вартість проїзду складає 70 або 75 копійок (при купівлі квитка у водія).

## Галерея

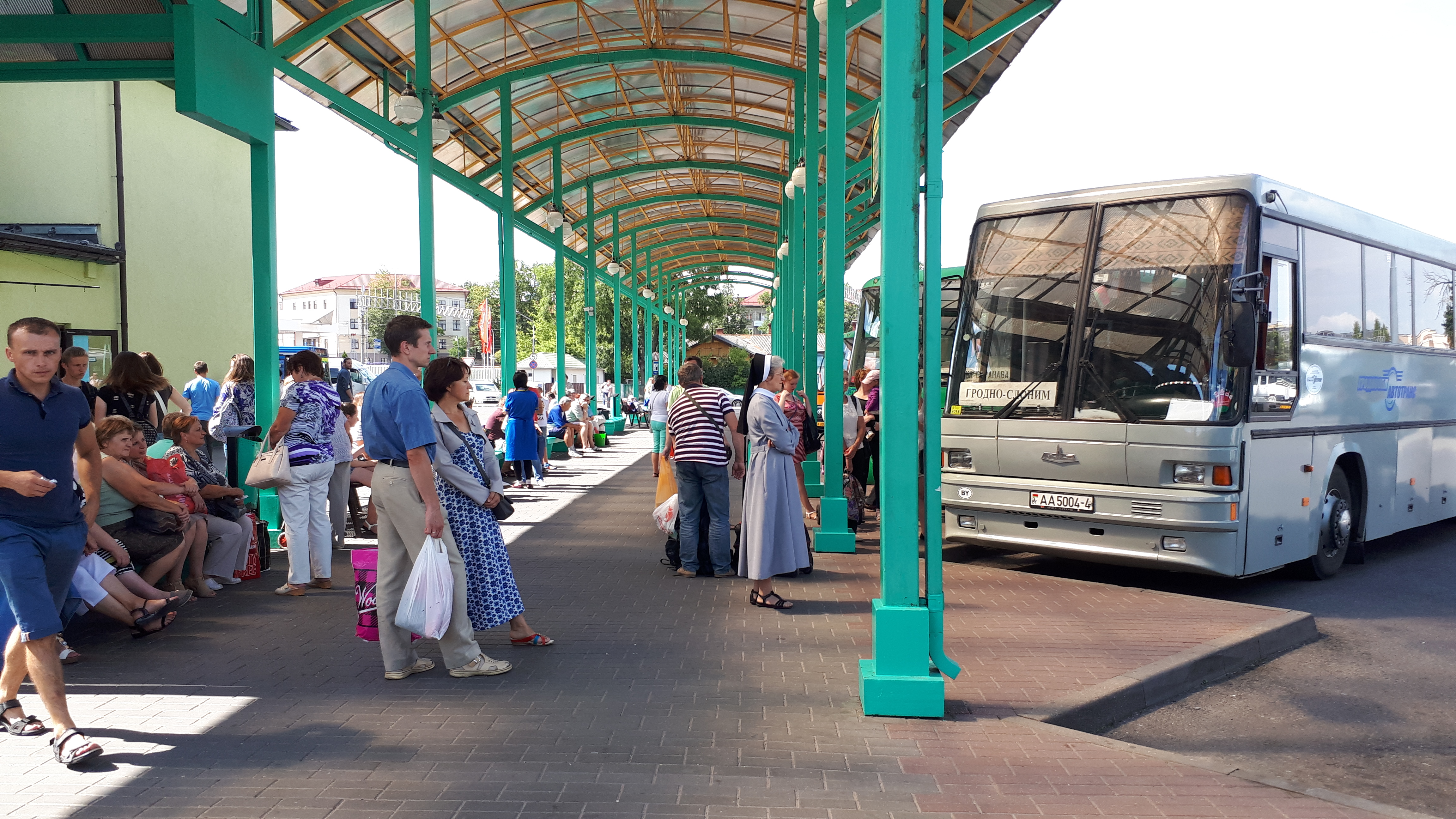
Автовокзал Гродно
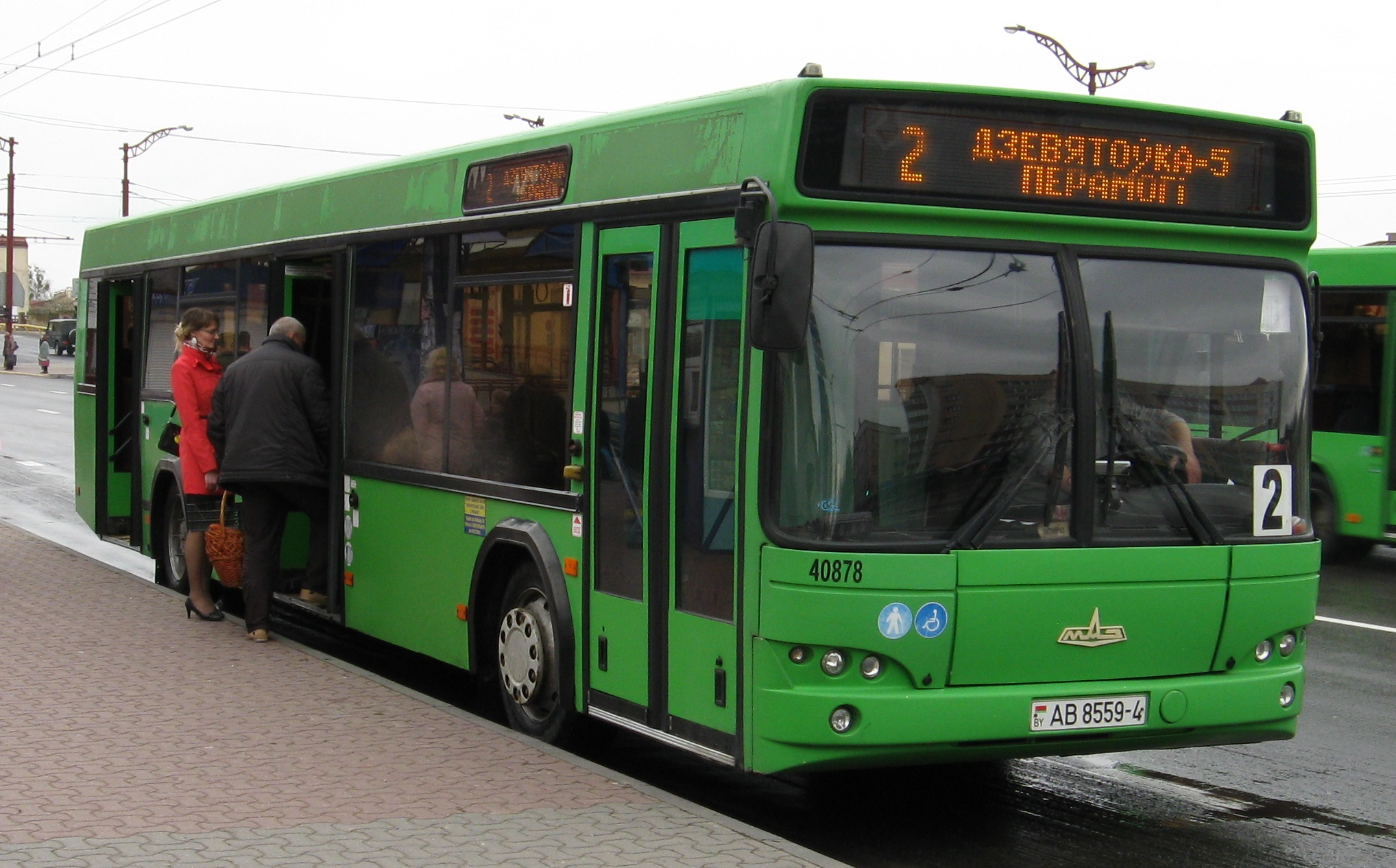
Автобус МАЗ 103 на маршруті №2 (зупинка «Автовокзал»)